# Bakersfield (Missouri)
Bakersfield é uma vila localizada no estado americano de Missouri, no Condado de Ozark.

## Demografia
Segundo o censo americano de 2000, a sua população era de 285 habitantes.
Em 2006, foi estimada uma população de 282, um decréscimo de 3 (-1.1%).

## Geografia
De acordo com o United States Census Bureau tem uma área de
3,7 km², dos quais 3,7 km² cobertos por terra e 0,0 km² cobertos por água. Bakersfield localiza-se a aproximadamente 228 m acima do nível do mar.

## Localidades na vizinhança
O diagrama seguinte representa as localidades num raio de 36 km ao redor de Bakersfield.